# Omyndiga
Omyndiga är en samling med de inspelningar 1979-1985 som inte fått plats på samlingsalbumet ”Attentat är bäst” eller ordinarie studioalbum. Alltså singelspår, överblivna albumspår och inspelningar från radioprogrammet ”Utspel”.      
Versionen av spår 1 ”Här å nu” är tidigare outgiven.

## Låtarna på albumet
1. Här å nu  3:11
2. I love you love me love 3:42
3. Som en fågel 2:37
4. Ser dej 2:51
5. Like yesterdays 4:23
6. Svarta fåret 2:49
7. Död bland döda 1:52
8. Hej gamle man 2:26
9. Omyndiga 1:41
10. Slå, banka å sparka 2:19
11. Jag har aldrig haft manskomplex 3:21
12. Brustna ideal 2:00
13. Jag vill inte spela lotto 3:02
14. Vår musik 2:47
15. Bengt 3:45
16. Nymoralism 3:20
17. En liten grabb 2.44
18. Ensam 1.57
19. Sista budet till dej 2.39
20. Vid en gräns någonstans 3:04

Text och musik: Attentat förutom spår 2 (Glitter/Leander).

## Medverkande
Mats Jönsson, Magnus Rydman, Cristian Odin och Peter Björklund förutom på spår 7 där de två sistnämnda inte deltar utan istället Martin Fabian och Dag Wetterholm.   
Tillkommer Jörgen Säve – Söderberg som är med och spelar gitarr på spår 5.  